# 秋田県道113号淀川北野目線
秋田県道113号淀川北野目線（あきたけんどう113ごう よどかわきたのめせん）は、秋田県大仙市を通る一般県道である。

## 概要
大仙市協和下淀川で国道341号から東へ分岐し、雄物川を強首橋（こわくびばし）を渡り、強首集落から東へ進み、秋田自動車道を立体交差後、秋田県道10号本荘西仙北角館線に合流する。
終点から2キロメートル西に西仙北スマートIC、2キロメートル東にJR東日本奥羽本線 刈和野駅がある。

### 路線データ
- 総延長 : 10.666 km[2]
- 実延長 : 10.666 km[2]
- 起点 : 秋田県大仙市協和下淀川字小猿田62番（国道341号交点）[3]北緯39度33分33.4秒 東経140度15分44.0秒
- 終点 : 秋田県大仙市北野目字四ツ屋180番1（秋田県道10号本荘西仙北角館線交点）[3]北緯39度32分52.39秒 東経140度20分56.41秒
- 未供用区間 : なし[2]

## 歴史
- 1976年（昭和51年）7月10日 - 秋田県道に認定される[3]。

## 路線状況

### 冬期閉鎖区間
- なし[4]

### 交通不能区間
- なし[5]

### 道路施設
- 強首橋

## 地理

### 交差する道路
| 施設名 | 接続路線名                   | 備考          | 所在地                                                        |
| ------ | ---------------------------- | ------------- | ------------------------------------------------------------- |
|        | 国道341号                    | 起点          | 大仙市協和下淀川字小猿田                                      |
|        | 秋田県道244号強首峰吉川線    | 県道244号起点 | 大仙市強首字大川向山根北緯39度33分45.6秒 東経140度17分32.34秒 |
|        | 秋田県道10号本荘西仙北角館線 | 終点          | 大仙市北野目字四ツ屋                                          |

### 沿線の施設
- 秋田おばこ農業協同組合西仙北支店・強首支店